# 大墅镇 (淳安县)
大墅镇，是中华人民共和国浙江省杭州市淳安县下辖的一个乡镇级行政单位。

## 行政区划
大墅镇下辖以下地区：
大墅村、孙家畈村、大坞村、西园村、殊塘村、桃源凌家村、凤山村、高山村、下坑村、洞坞村、上坊村、寺林村、老岭村、桃林村、岭干村、儒洪村和栗月坪村。